# 再會吧！青春小鳥
《再會吧！青春小鳥》（日语：くちびるに歌を）是日本小說作家乙一使用筆名中田永一進行著作的小說，主要專注於對正值青春的主角們戀愛、心理的描寫，從社團中男女對立到相互了解，同名電影則講述代課音樂老師指導一群學生合唱團，歷經困難終於在大賽中贏得榮耀的故事，其中深刻描寫校園的點滴，也喚起多數人學生時期青澀的回憶。本書推出後獲得極大迴響，也得到 2012本屋大賞決選，青春小說第1名，日本最大讀者書評網「讀書METER」年度選書第1名等榮耀，後由日本小學館推出了漫畫版本。原著小說中文版由時報文化出版，繁體中文版漫畫由青文出版社出版。

## 漫畫出版情報
中田永一、森泰士（繪者）《再會吧！青春小鳥》，譯者：籃球丸，青文出版社，1冊（至2015年8月29日為止）
- 平裝版：2015年8月29日發行，ISBN 4718016012769[2]
- 電影書衣版：2015年8月29日發行，ISBN 4718016015265[3]

## 電影

### 劇情概要
這是發生在長崎縣五島列島的校園青春故事。在福江島五島高中國中部任教的音樂老師兼合唱團指導老師松山晴子，因生產的原因必須請假待產，在這段期間她請國中時期的同學柏木優里來暫代合唱團指導老師，時間為1年。面對即將到來的NHK合唱大賽，原本只有女生的合唱團，在柏木老師前來指導後，開始有男生團員加入。本身為音樂老師的優里老師，提出了組成男女混聲合唱隊的構想。開始練習之後，因男女生之間的想法與理念差異，團員間衝突不斷；但隨著不斷練習下的磨練，團員間逐漸建立起互信及默契。優里老師受晴子老師之託，要所有團員以此題目寫一封給自己的信，原本是因應大賽的指定曲「給15歲的你」而給學生的非強制作業，目的是想讓學生在正式比賽時能發揮真正的實力。在這些只有15歲左右的學生寫的信中，隱藏著不能說的秘密…

### 豋場人物
- 柏木優里：新垣結衣 （主演）
- 松山晴子：木村文乃
- 塚本哲男：桐谷健太
- 仲村薺：恒松祐里
- 桑原悟：下田翔大
- 關谷千夏：葵若菜
- 辻惠理：柴田杏花
- 長谷川琴美：山口麻友
- 向井圭佑：佐野勇斗
- 三田村陸：室井響
- 横峰香織：朝倉冬菜
- 福永洋子：植田日向
- 神木舞依：高橋奈奈
- 篠崎修平：狩野見恭兵
- 菊池純矢：三浦翔哉
- 桑原昭雄：渡邊大知
- 仲村祐樹：眞島秀和
- 仲村靜流：石田光（特別演出）
- 桑原照子：木村多江
- 桑原幸一：小木茂光
- 仲村清：角替和枝
- 仲村利男：井川比佐志
- 優里的未婚夫：鈴木亮平（聲音演出）[8]
- 東京消防廳的消防隊員：前川清（聲音演出）[8]

### 製作團隊
- 編劇：持地佑季子、登米裕一
- 導演：三木孝浩
- 主題曲：安潔拉亞季「手紙 〜拝啓 十五の君へ〜」（信 ～給十五歲的你～）（EPIC Records Japan）
- 配樂作曲：松谷卓
- 攝影：中山光一
- 剪輯：伊藤潤一
- 協助：長崎縣電影協會、五島市、新上五島町、長崎縣教育委員會、長崎市教育委員會、五島市教育委員會、一般社團法人日本自閉症協會
- 特別協助：九州商船、Campus、亞洲天網航空
- 支援：全日本合唱聯盟
- 製作公司、發行：Asmik Ace, Inc.
- 製作：「再會吧！青春小鳥」製作委員會（Asmik Ace, Inc.（日语：アスミック・エース）、波麗佳音、小學館、電通、LesPros娛樂、巌本金屬、GyaO!、KDDI）

### 得獎
| 年份 | 獎項名稱                  | 獎項提名類別                       | 對象               | 結果 |
| ---- | ------------------------- | ---------------------------------- | ------------------ | ---- |
| 2015 | 第28屆日刊體育電影大賞    | 主演女優賞                         | 新垣結衣           | 提名 |
| 2015 | 第40屆報知電影賞          | 最佳影片賞                         | 再會吧！青春小鳥   | 提名 |
| 2015 | 第40屆報知電影賞          | 最佳導演賞                         | 三木孝浩           | 提名 |
| 2015 | 第40屆報知電影賞          | 主演女優賞                         | 新垣結衣           | 提名 |
| 2015 | 第40屆報知電影賞          | 最佳新人賞                         | 恆松祐里、下田翔大 | 提名 |
| 2016 | 第8屆東京新聞電影賞       | 想給重要的人看的電影               | 再會吧！青春小鳥   | 獲獎 |
| 2016 | 第8屆DEG日本大賞/藍光大賞 | 最佳高畫質賞・電影部門（日本電影） | 再會吧！青春小鳥   | 獲獎 |

## 外部連結
- 《再會吧！青春小鳥》小學館特設官方網站 （页面存档备份，存于）
- 《再會吧！青春小鳥》官方網站
- 《再會吧！青春小鳥》特設官方網站
- 《再會吧！青春小鳥》的X（前Twitter）
- 《再會吧！青春小鳥》的Facebook專頁
- 《再會吧！青春小鳥》台灣中文劇情簡介 （页面存档备份，存于）
- 《再會吧！青春小鳥》台灣中文預告片 （页面存档备份，存于）